# Takko
Takko Fashion je německá módní a obchodní společnost. Byla založena v roce 1982.
Provozuje více než 2 000 poboček v 17 zemí Evropy a zaměstnává okolo 18 000 zaměstnanců.
Mezinárodní expanze řetězce začala v roce 2000.

## Takko v Evropě
Takko provozuje okolo 1 100 prodejen v Německu. Dále provozuje 900 v Nizozemsku, Rakousku, Belgii, České republice, na Slovensku, v Maďarsku, Rumunsku, Švýcarsku, Polsku, Chorvatsku, Slovinsku, Estonsku, Itálii, Litvě, Srbsku a Francii.